# 12-Hidroksieikozatetraenoinska kiselina
12-Hidroksieikozatetraenoinska kiselina (12-HETE) je eikozanoid. Ona je metabolit arahidonske kiseline proizveden dejstvom enzima arahidonat 12-lipoksigenaza. 12-HETE je visoko selektivan ligand koji se koristi za obleležavanje mi opioidnog receptora.